# Wired for War
Wired for War: The Robotics Revolution and Conflict in the 21st Century (zu deutsch etwa: Verkabelt für den Krieg: Die robotertechnische Revolution und Konflikt im 21. Jahrhundert) ist ein im Jahr 2009 herausgegebenes Buch und New York Times Bestseller von Peter W. Singer. Es beschreibt und hinterfragt kritisch den Einsatz und die Weiterentwicklung von Militärrobotern, unbemannten Bodenfahrzeugen und unbemannten Drohnen in der modernen Kriegsführung.
Für die Recherche hat Singer weltweit hunderte Leute wie Robotik-Wissenschaftler, Science-Fiction-Autoren, Soldaten, Aufständische, Politiker, Rechtsanwälte, Journalisten und Menschenrechtsaktivisten interviewt.
Bevor er sein Buch herausbrachte, hat Singer seine Arbeit bereits für Vorträge beim U.S. Army War Collage, dem Air Force Institute of Technology und der National Student Leadership Conference benutzt. Das Computerspiel Metal Gear Solid 4: Guns of the Patriots verarbeitete ebenfalls Inhalte des Buches.
Auf der Buchvorstellungstour war er unter anderem bei der US-amerikanischen NPR Fresh Air Talkshow, der The Daily Show und der TED-Konferenz zu Gast.
Erschienen ist das Buch in englischer Sprache.